# The Dave Clark Five
The Dave Clark Five (conosciuti anche più semplicemente con la sigla DC5) sono stati un gruppo musicale pop rock britannico, attivo fra il 1957 ed il 1970. Prendono il nome dal loro batterista, appunto Dave Clark.
Hanno iniziato a pubblicare dischi dal 1962 e sono stati un gruppo fra i più prolifici e venduti dell'era del beat. Più in particolare, è stato il secondo gruppo della cosiddetta British invasion dopo The Beatles a piazzare un disco singolo nella Top Ten delle classifiche di vendita negli Stati Uniti.
Il loro brano Glad All Over è stato al primo posto in Gran Bretagna per due settimane nel gennaio 1964 e sesto in USA nel febbraio successivo, divenendo poi l'inno della compagine calcistica del Crystal Palace Football Club.
Il gruppo - formatosi nel sobborgo di Tottenham (Londra) - ha avuto diverse canzoni in classifica ed è stato molto popolare negli anni sessanta, particolarmente negli USA. Il 1964 è stato forse l'anno della loro maggiore notorietà ed è coinciso con la partecipazione al popolare programma televisivo Top of the Pops.
Il loro primo brano, Mulberry Bush (riadattamento di una filastrocca infantile, inciso nel 1962 per la Ember/Pye non ebbe particolare risonanza; maggior successo ebbe il secondo singolo, Do You Love Me, cover di un brano dei The Contours, alternativa a quella distribuita nel medesimo periodo ad opera dei Tremeloes, che ebbe più fortuna, scalando le classifiche di vendita britanniche. Questo convinse i DC5 a produrre da lì in avanti materiale proprio.
La discografia ufficiale del gruppo prende avvio quindi nell'agosto 1962 con il singolo contenente Chaquita (lato A) e In Your Heart (lato B), prodotto per la stessa Ember 156, vedi: Discografia dei Dave Clark Five).
I DC5 figurano nell'elenco degli artisti musicali per maggiori vendite. Si ritiene che abbiano venduto almeno cento milioni di copie di dischi, e il 10 marzo 1988 è stato inserito nella Rock and Roll Hall of Fame.

## Componenti
Questi i componenti base del gruppo dei DC5
| Nome | Anagrafica                                                                       | Strumento                                                         |
| --- | -------------------------------------------------------------------------------- | ----------------------------------------------------------------- |
| Dave Clark, fondatore e titolare dei diritti sul gruppo | n. 15 dicembre 1942, Tottenham, Londra                                           | batteria, frontman                                                |
| Mike Smith, nato Michael George Smith | 6 dicembre 1943, Edmonton, Londra - 28 febbraio 2008, Aylesbury, Buckinghamshire | voce solista, tastiere                                            |
| Lenny Davidson, nato Leonard Arthur Davidson (già nei The Off Beats e nei The Impalas)                                                                          | n. 30 maggio 1942, Enfield, Middlesex                                            | chitarra solista                                                  |
| Rick Huxley, nato Richard Huxley (già nei The Riverside Blues Boys e nei The Spon Valley Stompers)                                                              | 5 agosto 1940, Dartford, Kent                                                    | basso elettrico                                                   |
| Denis Payton, nato Dennis West Payton (già nei The Renegades, The Les Heath Combo, The Blue Dukes, The Mike Jones Combo); fino al 1962 preceduto da Jim Spencer | 11 agosto 1943, Walthamstow, Londra - 17 December 2006, Bournemouth, Dorset      | sax tenore - sax baritono - armonica a bocca - chitarra elettrica |

## Carriera
Tutti residenti nella zona settentrionale di Londra, i Dave Clark Five erano poco più che adolescenti quando costituirono a fine anni cinquanta l'avanguardia di quello che venne definito il Tottenham Sound, una sorta di risposta alle sonorità del Merseybeat che nasceva tra i dock portuali di Liverpool e di cui era stato promotore - con il lancio di Gerry and the Pacemakers e, soprattutto, dei Beatles - il manager Brian Epstein.
Come motivo di originalità del loro personale sound, i DC5 introdussero l'utilizzo del sassofono, uno strumento allora poco in voga all'interno della musica beat. Nel 1962 Denny Payton rimpiazzò il sassofonista Jim Spencer che aveva deciso di lasciare la band, probabilmente spaventato dalla prospettiva di faticose tournée all'estero che lo avrebbero allontanato dalla famiglia.
Dopo il successo registrato nel 1964 dai Beatles con il film A Hard Day's Night, nel 1965, i Dave Clark Five apparvero nel film Prendeteci se potete, diretto da John Boorman, dal titolo della loro canzone Catch Us If You Can.
Il film comprendeva l'interpretazione di Barbara Ferris e venne distribuito negli USA con il titolo Having a Wild Weekend. Il videoclip di promozione del brano Nineteen Days, contenuto nel film, fu una sorta di precursore dei moderni video musicali, mentre il corto Hits in Action poneva in evidenza una serie di successi singoli del gruppo.

## Successi
Fra i loro successi singoli piazzati nelle classifiche di vendita figurano Bits and Pieces (che salì al quarto posto delle hit parade nell'aprile '64), Can't You See That She's Mine (quarto posto, giugno dello stesso anno), Because (terzo posto, agosto '64), Anyway You Want It (quattordicesimo posto, novembre '64), I Like It Like That (settimo, giugno 1965), Catch Us If You Can (quarto posto, agosto 1965, da cui fu tratto il film per il loro lancio Prendeteci se potete), Over And Over (primo posto nella Billboard Hot 100, 25 dicembre 1965) e You Got What It Takes (settimo posto, aprile 1967).
Dave Clark - il musicista che dava il nome al gruppo - era il batterista della band; un ruolo insolito per il portabandiera di un gruppo rock. Nelle esibizioni live o in televisione, Clark si riservava un posto centrale sul palco, relegando ai lati i chitarristi e il tastierista. Clark fra il 1963 e il 1968 mantenne i diritti di copyright sulle canzoni incise dal gruppo, tenendo i compagni come musicisti dipendenti da utilizzare per le registrazioni discografiche.
Voce guida del gruppo era Mike Smith, impiegato anche alle tastiere. Altri componenti erano Lenny Davidson, chitarra elettrica guida, Rick Huxley, basso elettrico, e Denny Payton, al sassofono, armonica a bocca e chitarra.
La paternità dei brani dei Dave Clark Five era dovuta talvolta al solo Clark, altre a Clark in coppia con Smith oppure con Davidson o Payton. Alcune delle loro prime canzoni vennero accreditate a Clark e Ron Ryan, fratello di un precedente membro del gruppo, Mick Ryan.

## Dopo la rottura
Il leader Dave Clark è stato anche il manager e il produttore esecutivo del gruppo. Dopo la rottura, Clark ha fondato una propria società attiva nei media televisivi, acquisendo i diritti del programma Ready Steady Go!.
Ha sempre rifiutato ogni possibilità di riunificazione della band, partendo dalla considerazione che essa "non avrebbe potuto far nulla di più o di meglio di quanto non avesse già fatto" negli oltre dodici anni di attività.
Degli altri componenti del gruppo, Mike Smith - morto a 64 anni di età per polmonite il 28 febbraio 2008 a Aylesbury - era tornato a suonare in pubblico, dopo oltre venticinque anni di assenza dalle scene, nel 2003, forte di un proprio gruppo, Mike Smith's Rock Engine, con cui aveva compiuto due mini-tour negli USA, pur in presenza di un formale divieto a citare durante i concerti i DC5.
Pochi mesi dopo la rentrée, il 12 settembre 2003, il suo unico figlio moriva per le ferite riportate alla colonna vertebrale in una caduta accidentale nella propria casa in Spagna.
Denis Payton è morto a sessantatré anni di età il 17 dicembre 2006 dopo una lunga battaglia con il cancro.
The Dave Clark Five sono stati inseriti nella Rock and Roll Hall of Fame il 10 marzo 2008.
Alla cerimonia ufficiale, che ha coinciso con il quarantaquattresimo anniversario della prima partecipazione del gruppo all'Ed Sullivan Show, hanno partecipato oltre al fondatore Dave Clark, i membri sopravvissuti del gruppo, Lenny Davidson e Rick Huxley, e i due figli di Denis Payton.
Il conferimento dell'onorificenza è avvenuto da parte dell'attore Tom Hanks, che ha scritto, diretto ed interpretato il film That Thing You Do!, che racconta di una band statunitense divenuta famosa per un solo motivo di successo durante la British invasion. Nell'occasione, il tema musicale That Thing You Do! è stato suonato mentre Hanks si accingeva a lasciare il palcoscenico.
Joan Jett ha reso onore ai DC5 interpretando Bits and Pieces accompagnata dal gruppo di John Mellencamp. ha poi eseguito Glad All Over assieme a John Fogerty, lo stesso Mellencamp, Billy Joel e altri artisti.
Nel marzo 2008 è stata distribuita attraverso iTunes Store una raccolta di ventotto canzoni intitolata The Dave Clark Five: The Hits.

## Classifiche
Fra il 1964 e il 1967 i Dave Clark Five hanno avuto diciassette dischi singoli inseriti nelle classifiche di Billboard Top 40, di cui dodici nel solo Regno Unito.
La canzone Over and Over salì al primo posto in USA nelle Billboard Hot 100 alla fine di dicembre 1965, nonostante un parziale insuccesso registrato dal brano in Gran Bretagna. Il successo statunitense, tuttavia, fu sufficiente a promuovere i loro successivi tour sulle orme dei Beatles, di cui riproponevano lo stile "perbene": i Dave Clark Five parteciparono inoltre per diciotto volte all'Ed Sullivan Show, ovvero più di ogni altro gruppo musicale proveniente dall'Inghilterra sull'onda della British invasion.
Nonostante il successo di quel periodo, sostenuto da film e partecipazioni televisive, il ciclo di grandi successi del gruppo terminò dopo il brano inciso nel 1967 - You Got What It Takes - e vani risultarono gli sforzi per giungere a nuove sonorità suggerite dal crescente interesse per la psichedelia.
Il gruppo si sciolse nel 1970 (lo stesso in cui anche i Beatles decisero di separare le loro strade), non prima però di piazzare tre singoli nelle classifiche britanniche di quell'anno: un modo di testimoniare che la musica ottimistica e carica di vitalità prodotta dalla band non finiva con il loro scioglimento.

## "Cover"
Cover di brani dei Dave Clark Five:
- 1977 - Any Way You Want It, Kiss, album Alive II
- 1981 - Bits and Pieces, Joan Jett, album I Love Rock 'n Roll
- 1992 - Glad All Over, The Heavy's, album More Metal Marathon
- 1993 - Bits and Pieces, Joan Jett, album Original Hit Collection
- 1996  - Any Way You Want It, Ramones, album Greatest Hits Live
- 2010 - Glad All Over, Pet Shop Boys, dapprima eseguita dal vivo nel loro concerto a Blackpool e poi inclusa come b-side nel loro singolo Together.